# Elna Henrikson

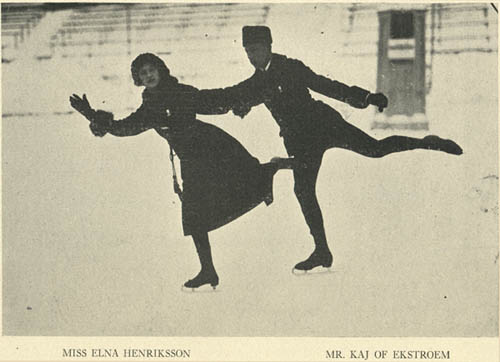
A dupla sueca, Elna Henrikson e Kaj af Ekström, praticando patinação artística.

Elna Henrikson foi uma patinadora artística sueca. Ela conquistou com Kaj af Ekström duas medalha de bronze em campeonatos mundiais (1923–1924) e foi três vezes campeã nacional sueca.

## Principais resultados

### Com Kaj af Ekström
| Campeonato Mundial                                    |                 |                  | Medalha de bronze | Medalha de bronze |  |  |  |  |  |  |  |  |  |  |  |
| Nacional                                              |                 |                  |                   |                   |  |  |  |  |  |  |  |  |  |  |  |
| Campeonato Sueco                                      | Medalha de ouro | Medalha de prata | Medalha de ouro   | Medalha de ouro   |  |  |  |  |  |  |  |  |  |  |  |
|                                                       |                 |                  |                   |                   |  |  |  |  |  |  |  |  |  |  |  |
| Legenda: Competição não foi disputada nesta temporada |                 |                  |                   |                   |  |  |  |  |  |  |  |  |  |  |  |